# Vappolotes
Genre
Vappolotes est un genre d'araignées aranéomorphes de la famille des Agelenidae.

## Distribution
Les espèces de ce genre sont endémiques de Chine. Elles se rencontrent dans des grottes du Guizhou, du Hunan et du  Sichuan.

## Liste des espèces
Selon World Spider Catalog (version 24, 08/06/2023) :
- Vappolotes ganlongensis Zhao & Li, 2019
- Vappolotes hei Li, Zhao & Li, 2023
- Vappolotes jianpingensis Zhao & Li, 2019
- Vappolotes longshan Li, Zhao & Li, 2023
- Vappolotes tianjiayu Li, Zhao & Li, 2023

## Systématique et taxinomie
Ce genre a été décrit par Zhao et Li en 2019 dans les Agelenidae.

## Publication originale
- Li, Zhao, Chen, Chen, Wu & Li, 2019 : « Vappolotes, a new genus of coelotine spiders (Araneae, Agelenidae) from Guizhou, China. » Zootaxa, no 4701(5), p. 434-442.